# Siayan
Siayan é um município de  segunda classe de renda municipal (d) na província Zamboanga do Norte, nas Filipinas. De acordo com o censo de 1 de maio  de  2020 possui uma população de 36 236 pessoas e 7 607 domicílios.